# Vargeão
Vargeão é um município localizado no estado de Santa Catarina, na região sul do Brasil. Está localizada na Região Geográfica Imediata de Xanxerê e na Região Geográfica Intermediária de Chapecó, a 478 km da capital estadual, Florianópolis. Sua população, segundo o censo demográfico do Instituto Brasileiro de Geografia e Estatística, realizado em 2022, é de 3 634 habitantes.
Localizada na borda sul de uma cratera de impacto, o Domo de Vargeão, a cidade situa-se dentro da cratera. Por conta disso, é conhecida como Terra do Meteoro, atraindo geólogos, geógrafos e demais cientistas de todo o mundo, que realizam pesquisas no local.
Seus habitantes são predominantemente descendentes de italianos e de caboclos. A grande várzea da área, originada pelo rebaixamento abrupto do relevo, deu origem ao nome Vargeão (grande várzea).

## História
Foi colonizada por volta de 1938, através da Colonizadora Cruzeiro, quando chegaram os primeiros imigrantes descendentes de italianos, oriundos do Rio Grande do Sul. Em 1953 foi construída a primeira igreja e o Padre era o Sr. Luiz Heinen. Em 1959 a vila que se formou foi elevada a categoria de Distrito, pertencendo ao município de Faxinal dos Guedes. 
O município de Vargeão foi criado em 16 de março de 1964 e sua instalação definitiva ocorreu em 21 de abril do mesmo ano. A grande várzea existente no local deu origem ao nome de Vargeão.

## Geografia
Localiza-se a uma latitude 26º51'18'' sul e a uma longitude 52º07'42'' oeste, estando a uma altitude de 750 metros. A área do município é de 166,685 km².

### Limites
- Norte: Abelardo Luz
- Sul: Ipumirim
- Leste: Ponte Serrada e Passos Maia
- Oeste: Faxinal dos Guedes

### Topografia e Hidrografia
O município possui solos do tipo Erechim, serríaco, Charrua e Catanduvas. Acidentes geográficos: 31% terreno acidentado, 63% terreno ondulado, 6% terreno plano. Bacias hidrográficas principais: Rio Chapecózinho, Rio Ressaca e Lajeado Barra Grande.

### Clima
O clima é do tipo úmido, sem estação seca, a temperatura média de verão 20ºC e no inverno é de 3ºC acima de zero. 
A precipitação pluviométrica anual é de 195 mm/ano, sendo os meses de maior ocorrência de abril a junho e os de menor em dezembro, janeiro e fevereiro. 

## Economia
A economia é essencialmente agrícola, formado pela maioria de pequenas propriedades rurais e representando cerca de 70% da arrecadação do município, com destaque para o cultivo de erva-mate, milho e soja. Há ainda criação de aves, de suínos e de bovinos entre outras atividades rurais, no perímetro urbano o município conta com algumas empresas de pequeno á médio porte como ervateiras, metalúrgicas, madeireiras, lacticínio e outros comércios como lojas, mercados e restaurantes.

## Cratera

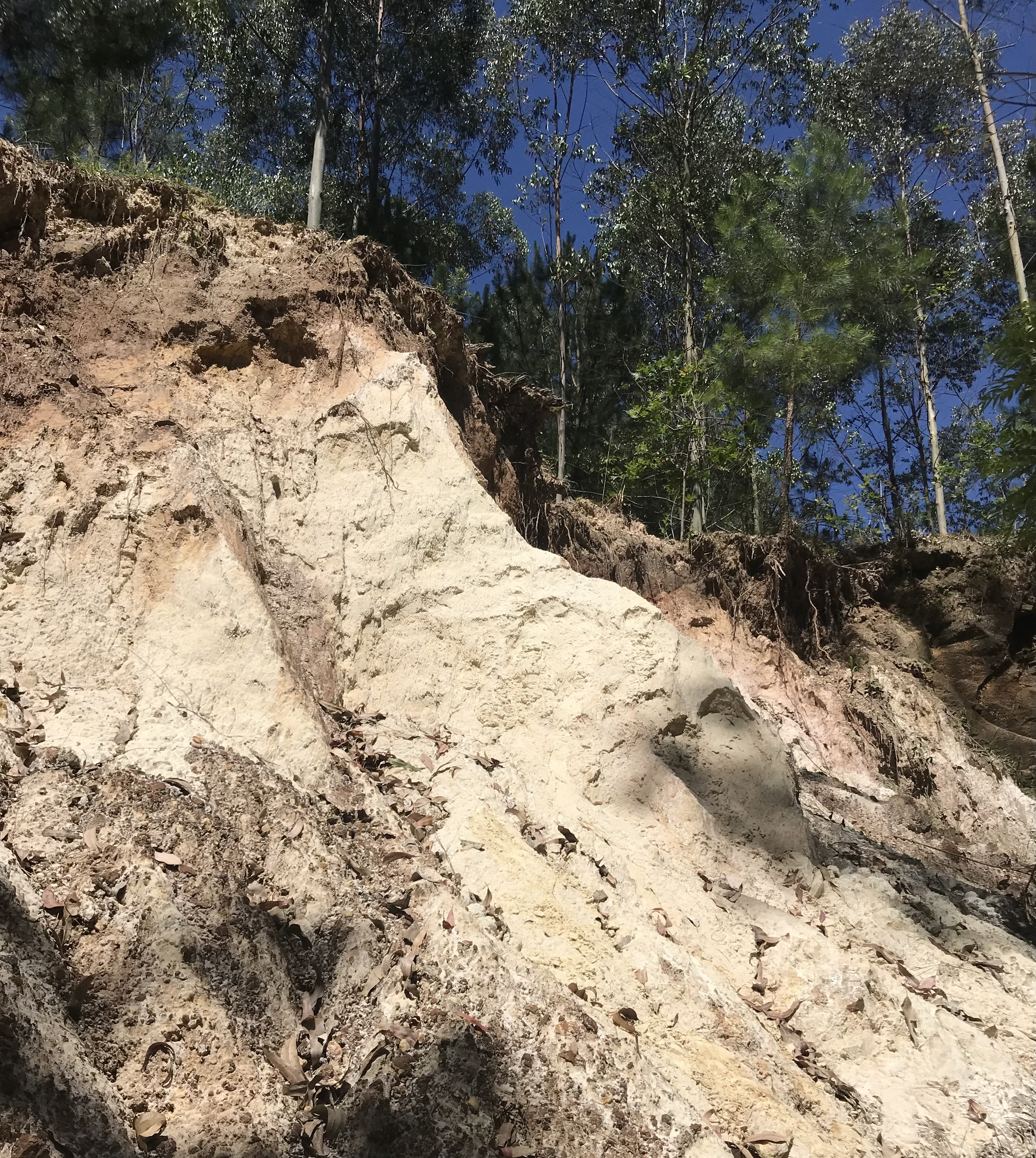
Afloramento de Arenito Botucatu dentro da cratera de impacto.

O Domo de Vargeão, com 12,4 km de diâmetro, é uma estrutura de impacto do tipo complexa parcialmente erodida, formada sobre os derrames vulcânicos da Formação Serra Geral, na bacia do Paraná. Em seu interior afloram, de forma anômala, arenitos atribuídos às formações Botucatu e Pirambóia, normalmente situadas cerca de 1 km abaixo da superfície atual.
Deu origem ao nome “Vargeão” em menção à grande “Várzea” em que se localiza a cidade, sendo essa cratera uma das oito existentes no Brasil e que foram abertas por fragmentos de meteoro. Com o choque, milhares de toneladas de rochas foram derretidas e pulverizadas, transformando-se em arenito. A formação, denominada pelos geólogos como “Domo de Vargeão”, é constituída por uma depressão topográfica de cerca de 150 metros, sendo a parte central da estrutura um depósito de arenito, utilizado na construção civil. No entanto, estudos recentes comprovam sua utilidade em tratamentos estéticos, terapêuticos e medicinais, que já vem sendo levemente explorado economicamente.
A cratera de Vargeão é objeto do livro infantil "O Meu Meteoro de Estimação", de Eduardo Sens, com ilustrações de Helton Mattei, publicado em 2017.

## Meios de Comunicação

### Televisão[14]

#### Analógico
- 5 VHF - NDTV Chapecó (RecordTV)
- 7 VHF - NSC TV Chapecó (TV Globo)

#### Digital
- 5.1 (45 UHF) - NDTV Chapecó (RecordTV)
- 7.1 (25 UHF) - NSC TV Chapecó (TV Globo)